# Edmar Lacerda da Silva
Edmar Lacerda da Silva, conosciuto come Edmar (Minas Gerais, 19 aprile 1982), è un allenatore di calcio ed ex calciatore brasiliano, di ruolo centrocampista.

## Carriera
Ha iniziato la propria carriera in Portogallo prima di trasferirsi a Cipro nell'estate 2007. Nel 2011 viene acquistato dall'AEL Limassol.

## Palmarès

### Club

#### Competizioni nazionali
- Terceira Divisão: 1

Atlético CP: 2005-2006
- Campionato cipriota: 1

AEL Limassol: 2011-2012